# Javier Guerrero García
Javier Guerrero García (San Pedro de las Colonias, Coahuila; 20 de octubre de 1958). Es un político mexicano. Desde el 25 de junio de 2019 ha desempeñado diferentes cargos en el Instituto Mexicano del Seguro Social, donde actualmente es Director de Operación y Evaluación.

## Formación
Estudió la licenciatura en Ciencias Políticas y Administración en la Universidad Autónoma de Coahuila. Tiene estudios de maestría en Administración Pública por el Instituto Nacional de Administración Pública. Además cursó un seminario de Administración Municipal en Alemania. 

## Trayectoria

### Actividades Académicas
Ha dado clases de licenciatura y maestría en la Universidad Iberoamericana, en el Instituto Nacional de Administración Pública, en la Universidad Autónoma del Estado de México y en la Universidad Nacional Autónoma de México. También ha sido conferencista en el Colegio de la Defensa Nacional y en el Centro Superior de Estudios Navales. Del año 2001 al 2006 fue presidente del Instituto de Administración Pública de Coahuila. 

### Trayectoria Administrativa

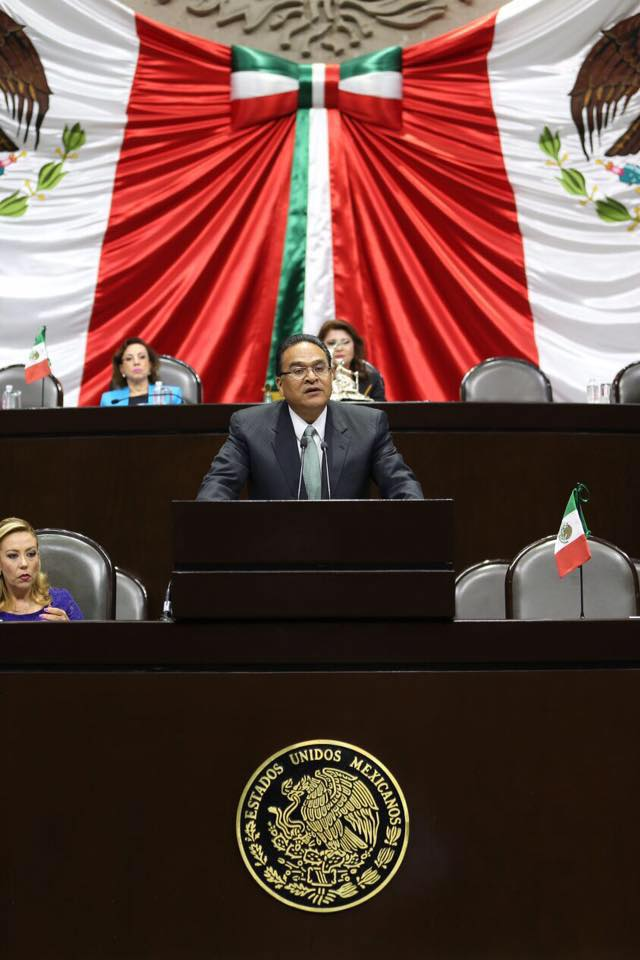
Diputado Federal LXIII Legislatura.

Ha ocupado cargos de varias dependencias del gobierno de México, como la Secretaría de la Reforma Agraria, la Secretaría de Gobernación y el Sistema para el Desarrollo Integral de la Familia; y en dependencias administrativas del estado de Coahuila.

#### Gobierno de México
Se desempeñó como secretario técnico de la Subsecretaría de Organización Agraria de la Secretaría de la Reforma Agraria y como Jefe de Departamento de Análisis Político en la Secretaría de Gobernación del año de 1982 a 1983.
Del año 1983 a 1985 fue coordinador de programa en la Secretaría de la Reforma Agraria.
En el año de 1991 fue designado director general de Organización Social del Consejo Consultivo del Programa Nacional de Solidaridad. 
En 1994 regresó a la política nacional como representante del presidente electo Ernesto Zedillo Ponce de León en las mesas de diálogo del conflicto en Chiapas. Después fue nombrado Subdirector General de Operación del Sistema Nacional para el Desarrollo Integral de la Familia hasta el año 1997. 
Después de otra pausa fue designado como subsecretario de Desarrollo Comunitario y Participación Social de la Secretaría de Desarrollo Social donde permaneció del 2012 al 2015.
Desde el 2 de diciembre de 2018 a junio de 2019 fue el director de la Unidad de Gobierno de la Secretaría de Gobernación, encabezada por Olga Sánchez Cordero en el gobierno presidencial de Andrés Manuel López Obrador. 
En el año 2019, fue designado como secretario general del Instituto Mexicano del Seguro Social por el director general, Zoe Robledo Aburto y más adelante director de operación y evaluación de la misma institución, cargo que aún desempeña.

#### Gobierno de Coahuila
En la administración estatal de Enrique Martínez y Martínez fue designado como secretario de la Secretaría de Finanzas del Gobierno del Estado de Coahuila del año 1999 hasta el 2015. Su paso por esa secretaría permitió que el estado sanara su deuda pública. Así mismo, fue coordinador nacional de la Comisión Permanente de Funcionarios Fiscales de México del año 2003 al 2004, por lo cual recibió un reconocimiento del entonces presidente Vicente Fox Quesada. 
Del año 2011 al 2012 se desempeñó como secretario de Desarrollo Económico en la administración de Rubén Moreira Valdés. Durante ese año se instaló el Gabinete de Desarrollo Económico y se constituyó el fideicomiso FOMIX para apoyar proyectos científicos y tecnológicos. 

### Trayectoria Política

#### Cargos de elección popular
Javier Guerrero García desarrollo gran parte de su carrera política en el Partido Revolucionario Institucional (PRI), siendo identificado con grupos ideológicos de izquierda dentro del instituto político, hasta el año de 2016 cuando renunció a su militancia.
Ha sido en cuatro ocasiones Diputado Federal, a la LV Legislatura de 1991 a 1994, a la LVII Legislatura de 1997 a 2000 y a la LX Legislatura de 2006 a 2009, las dos últimas en representación del II Distrito Electoral Federal de Coahuila. En 2015 fue elegido diputado plurinominal a la LXIII Legislatura. En esta última destacó su trabajo como promotor del modelo de parlamento abierto y la firma de un convenio para abrir la Comisión de Desarrollo Social a organizaciones ciudadanas por primera vez en su historia.

##### Diputado Federal LV Legislatura (1991 - 1994)
- Integrante de la Comisión de Vigilancia de la Contaduría Mayor de Hacienda
- Integrante de la Comisión de Programación
- Integrante de la Comisión de Presupuesto y Cuenta Pública
- Integrante de la Comisión de Reforma Agraria

##### Diputado Federal LVII Legislatura (1997-2000)
- Integrante de la Comisión de Presupuesto y Cuenta Pública
- Integrante de la Comisión de Concordia y Pacificación para Chiapas
- Integrante de la Comisión de Fortalecimiento Municipal
- Integrante de la Comisión de Ciencia y Tecnología

##### Diputado Federal LX Legislatura (2006-2009)
- Secretario de la Comisión de Presupuesto y Cuenta Pública
- Integrante de la Comisión de Vigilancia de la Auditoria Superior de la Federación
- Integrante de la Comisión de Hacienda y Crédito Público

##### Diputado Federal LXIII Legislatura (2015-2018)
- Presidente de la Comisión de Desarrollo Social
- Integrante de la Comisión de Vigilancia de la Auditoria Superior de la Federación
- Integrante de la Comisión de Presupuesto y Cuenta Pública
- Coordinador del Grupo Parlamentario en materia de Salud, Educación, Medio Ambiente y Desarrollo Social
- Coordinador del Grupo de diputados pertenecientes al Movimiento Territorial
- Integrante del Comité del Centro de Estudio de las Finanzas Públicas

A los 29 años fue elegido como Presidente Municipal De San Pedro de las Colonias, Coahuila por el periodo de 1988 a 1990.
En el año 2005 compitió en la elección interna para elegir el candidato a gobernador del PRI en Coahuila contra Humberto Moreira Valdés, siente este último el ganador de la contienda. Nuevamente en 2016 anunció que buscaría la candidatura del Partido Revolucionario Institucional a gobernador de Coahuila, siendo finalmente designado como tal Miguel Ángel Riquelme Solís. Ante esto, Guerrero renunció a dicho partido denunciando el control del estado por un grupo político y participó en las elecciones de 2017 como candidato independiente.

#### Activismo político

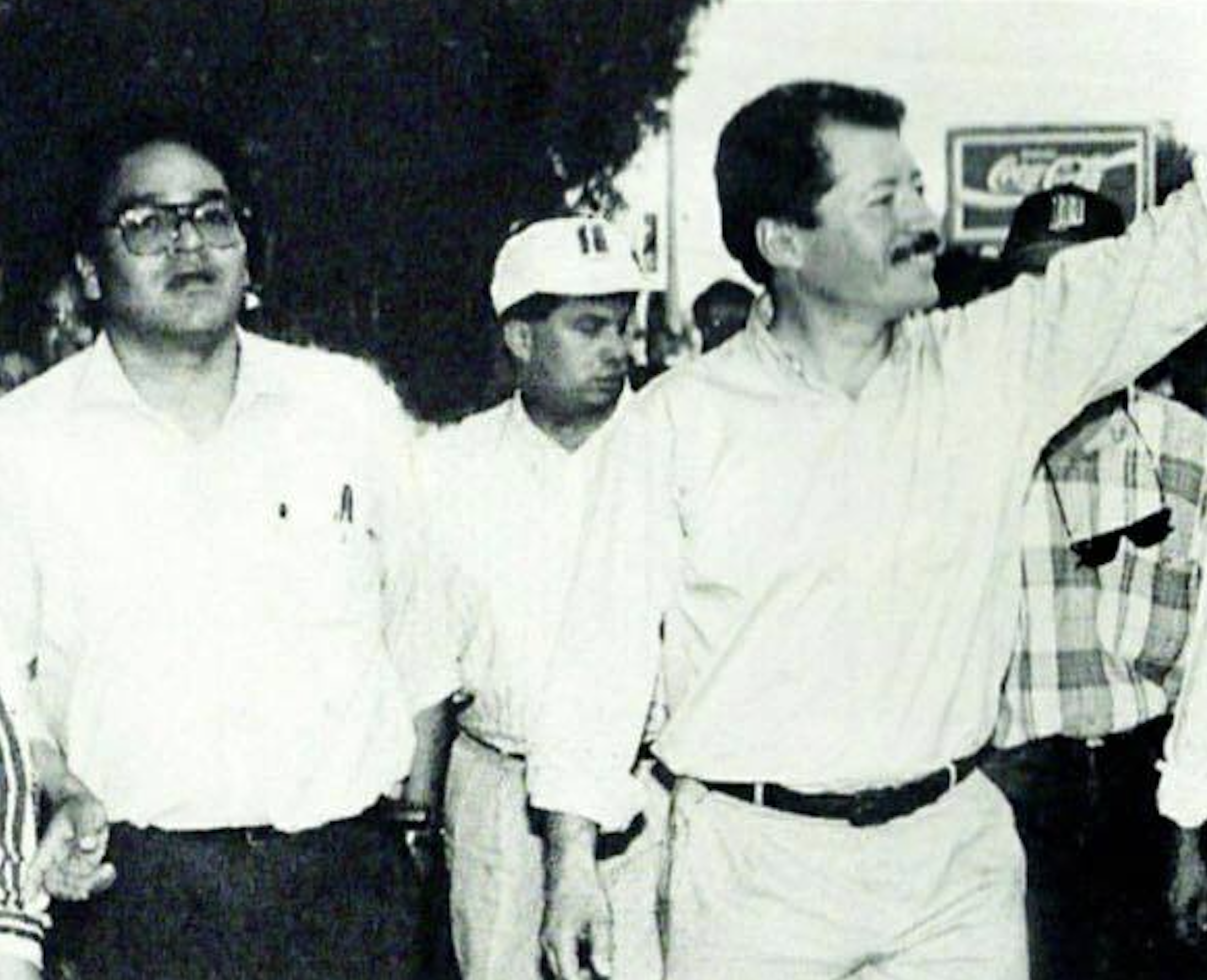
Campaña presidencial de 1994.

Javier Guerrero García empezó su actividad política como representante de la comunidad estudiantil de la preparatoria Agua Nueva en su natal San Pedro de las Colonias demandando convertir la antigua casa de Francisco I. Madero en la ciudad en una casa de la cultura, un laboratorio de idiomas y vehículos de traslado para los estudiantes. La casa se encontraba en condiciones de deterioro y daba servicio de cantina. Un grupo de estudiantes interceptaron el convoy oficial del entonces presidente de México, Luis Echeverría Álvarez, con un autobús escolar y solicitaron al presidente interceder para constituir lo que es hasta hoy la sede del instituto municipal en esa ciudad. Más adelante se involucraría en la política estudiantil en su paso por la Universidad Autónoma de Coahuila junto correligionarios como Jaime Martínez Veloz.

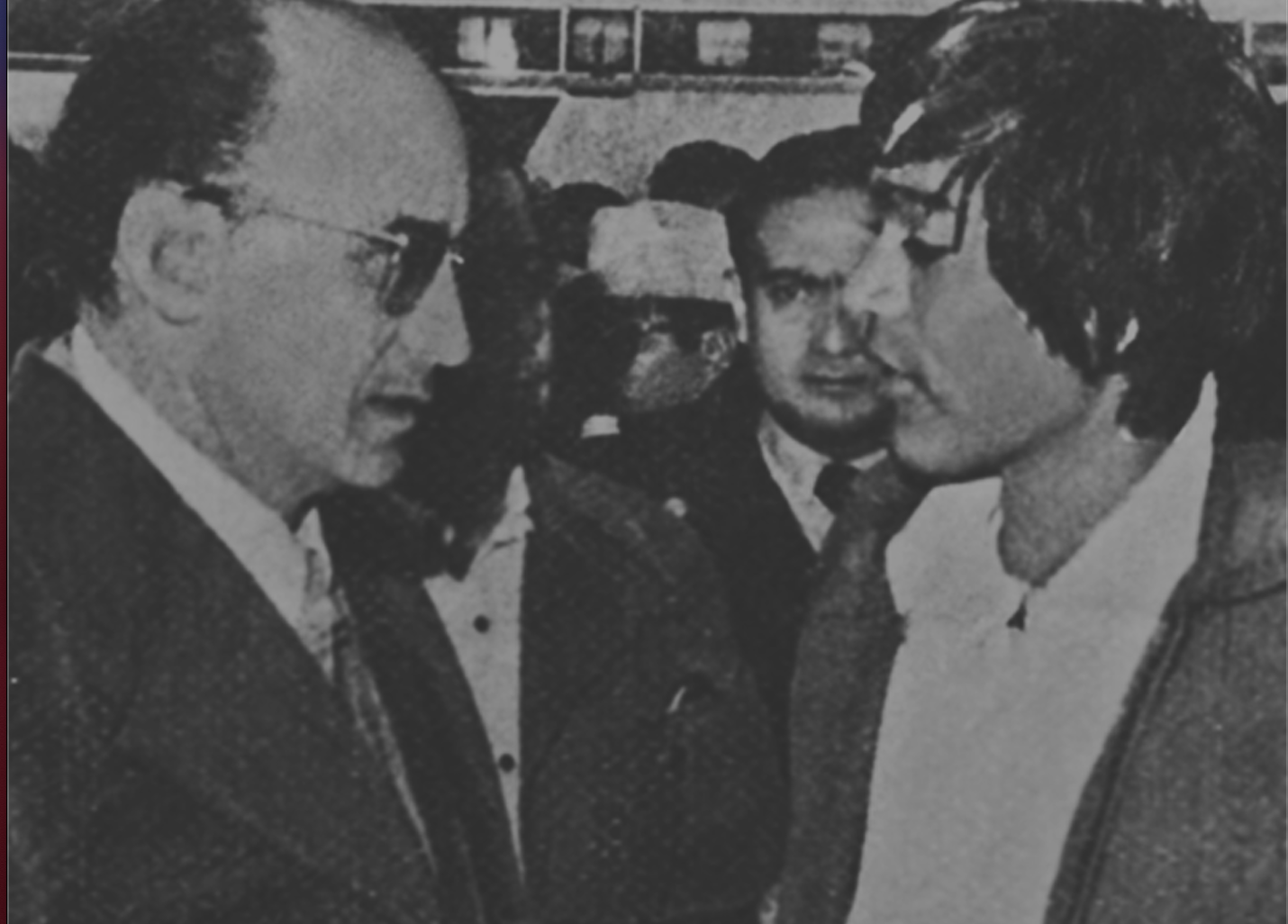
Como líder estudiantil con Luis Echeverría Álvarez.

Fue miembro activo del PRI desde el año de 1979 hasta el 2016 en donde ocupó los siguientes cargos:
- 1981-1981: Coordinador regional de promoción del voto en campaña del candidato del PRI a la Presidencia de la República.
- 1985-1987: Subsecretario de Control y Evaluación del CEN de la CNC.
- 1987-1988: Subsecretario de Acción Sindical en la CNC.
- 1988: Consejero político municipal del PRI en San Pedro de las Colonias, Coahuila.
- 1988-1994: Consejero político estatal del PRI en Coahuila.
- 1989-1991: Suplente del secretario de Organización del CEN de la CNC.
- 1992-1994: Secretario de Organización y Operación en la Coordinación Ejecutiva Nacional del Movimiento Territorial Urbano Popular.
- 1993-1994: Representante del PRI ante la Comisión Estatal Electoral de Coahuila.
- 1993-1994: Consejero político nacional del PRI.
- 1994-1994: Director ejecutivo de operación territorial de la campaña del candidato del PRI a Presidente de la República, Luis Donaldo Colosio Murrieta.
- 1996: Integrante del Consejo Consultivo de la CNC.
- 1998: Consejero político nacional del PRI.
- 1998-1999: Secretario de Organización y Operación en la Coordinación Ejecutiva Nacional del Movimiento Territorial Urbano Popular.
- 1999-1999: Coordinador general de la campaña del candidato del PRI a gobernador de Coahuila, Enrique Martínez y Martínez.
- 2002-2002: Compañero de fórmula con Beatriz Paredes Rangel como candidato a Secretario General del CEN del PRI.
- 2008-2011: Secretario de Gestión Social del CEN del PRI.
- 2015-2015: Secretario regional del CEN del PRI en Puebla, Oaxaca, Tlaxcala, Morelos y Guerrero durante el proceso electoral.

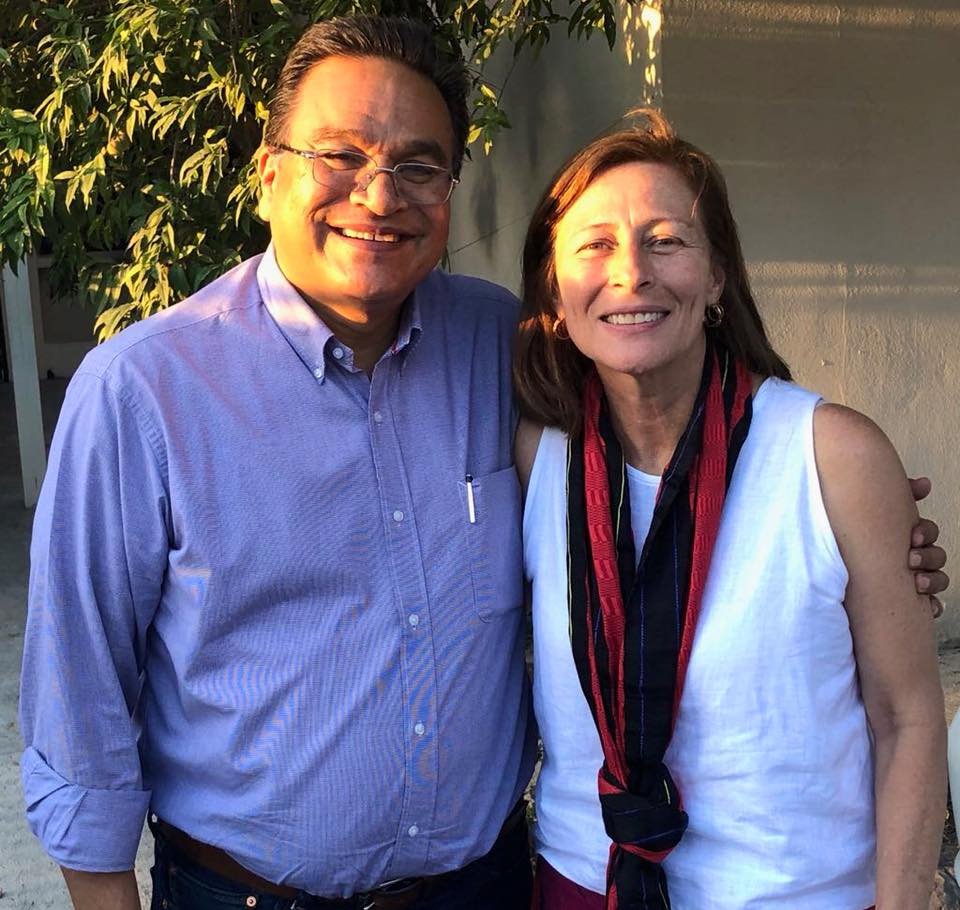
Coordinador de Campaña en Coahuila en las elecciones presidenciales de 2018.

Es destacable que en 2002 fue candidato a Secretario General del PRI en fórmula con Beatriz Paredes Rangel, quien era candidata a presidenta del partido, siendo derrotados en unas controvertidas elecciones por la fórmula Roberto Madrazo Pintado-Elba Esther Gordillo.
En el 2016, Guerrero renunció a su militancia del PRI y concursó como candidato independiente a la gubernatura de Coahuila obteniendo 105 mil 41 votos en las elecciones del 2017. Al anuncio del triunfo del candidato del PRI, Miguel Ángel Riquelme Solís, formó parte del movimiento que buscaba anular las elecciones conformado por los candidatos opositores y derivado de las denuncias públicas de ciudadanos e institutos políticos sobre irregularidades en la jornada. Esta controversia sería resuelta más adelante por el Tribunal Electoral del Poder Judicial de la Federación.
En el 2018 fue designado por el Movimiento de Regeneración Nacional (Morena) como coordinador de campaña en Coahuila del candidato a la Presidencia de la República, Andrés Manuel López Obrador.

## Vida personal

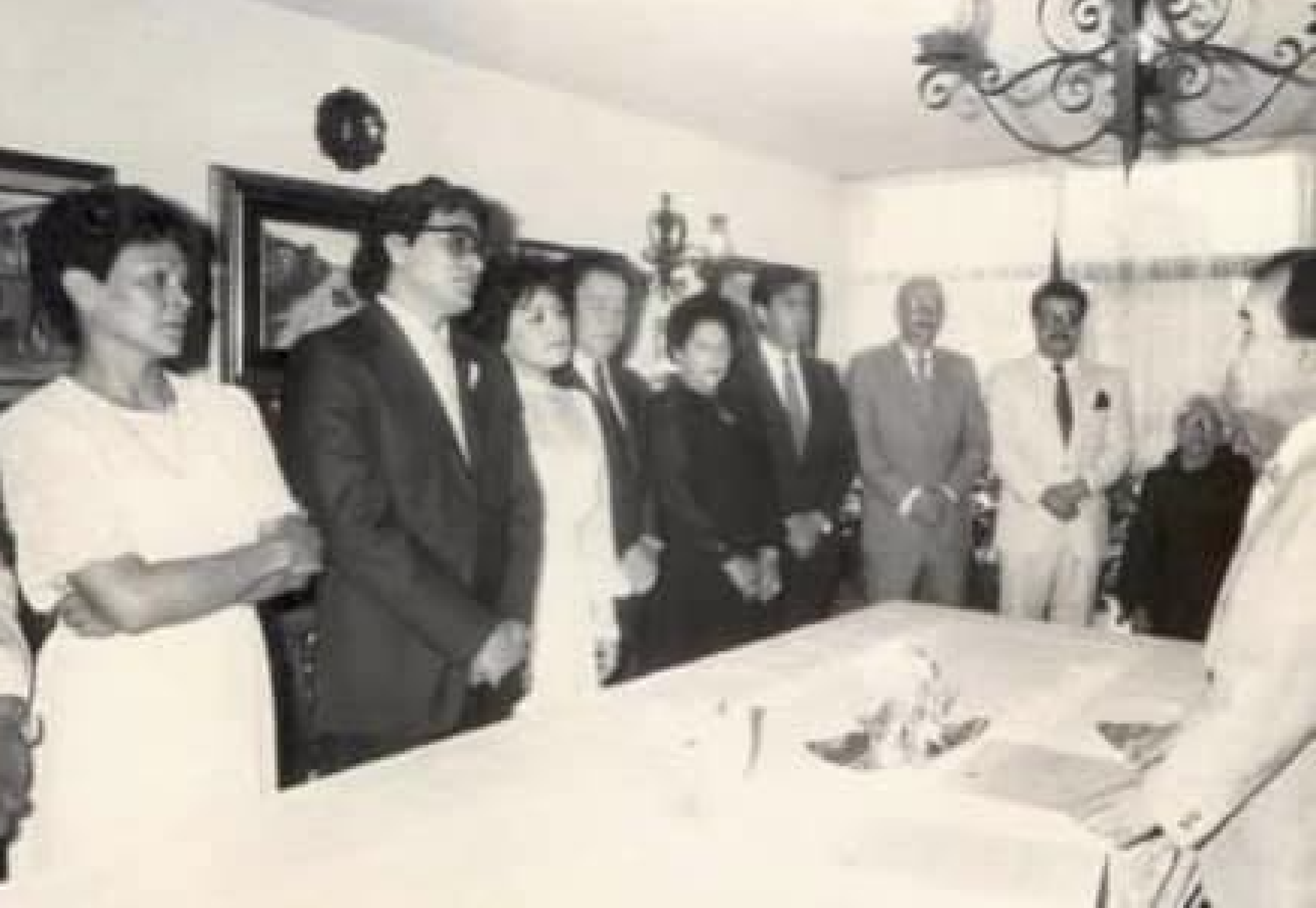
Ceremonia civil de Javier Guerrero García y Nicte Ruiz Magaña, como testigo principal Cuauhtémoc Cárdenas.

Hijo de campesinos, Gabina García y Baltazar Guerrero, provenientes del ejido Las Habas en el estado de Coahuila. Está casado con Nicte Ruiz Magaña, originaria de Apatzingán, Michoacán e hija del político izquierdista, Rafael Ruiz Béjar. El matrimonio tiene tres hijas.

## Publicaciones

### Libros
Es autor de dos libros publicados por la casa editora Miguel Ángel Porrúa en el 2005, "Mi visión de Coahuila" y "La lucha por el federalismo en México". En el 2016 se público una segunda edición del libro "Mi visión de Coahuila".